# 五蓮路駅
座標: 北緯31度16分26秒 東経121度35分0秒 / 北緯31.27389度 東経121.58333度
五蓮路駅（ごれんろえき）は上海市浦東新区に位置する上海地下鉄6号線の駅である。

## 駅構造
- 相対式ホーム2面2線を有する高架駅。

## 歴史
- 2007年12月29日 - 開業。

## 隣の駅
上海軌道交通
■6号線
巨峰路駅 - 五蓮路駅 - 博興路駅